# Kaleoğlu, Zonguldak
Kaleoğlu là một xã thuộc huyện Zonguldak, tỉnh Zonguldak, Thổ Nhĩ Kỳ. Dân số thời điểm năm 2011 là 663 người.